# Lomtjärnen (Norrbärke socken, Dalarna, 667487-147631)
Lomtjärnen är en sjö i Smedjebackens kommun i Dalarna och ingår i Norrströms huvudavrinningsområde.